# Phasia brachyptera
Phasia brachyptera là một loài ruồi trong họ Tachinidae.